# Morgenštern (rapper)
Morgenštern, vlastním jménem Ališer Tagirovič Morgenštern, rodným příjmením Ališer Tagirovič Valjejev (* 17. února 1998 Ufa) je ruský rapový a popový umělec. Prvních úspěchů dosáhl na YouTube v roce 2018, kde napodoboval toho času úspěšné hudební umělce. V roce 2019 od tohoto formátu upustil a začal se věnovat vlastní umělecké autorské tvorbě.

## Životopis

### 1998–2016: První kroky
Narodil se 17. února 1998 v Ufě. Rodiče se brzy rozvedli. Jeho matka podnikala v obchodě s květinami. Když bylo Ališerovi 11 let tak jeho otec zemřel na cirhózu jater v důsledku silného alkoholismu. Jeho hlavní oporou mu byla matka, i když Ališer byl jako dítě nesnadno zvladatelný a často utíkal z domu, nicméně právě jeho matka mu zakoupila jeho první profesionální mikrofon, se kterým vystupuje dodnes a později mu pomohla financovat jeho první reklamu a je jí za to dodnes velmi vděčný. Od 16 let pracoval vystřídal pozice v myčce aut, myl okna, rozdával letáky na ulici, vyzkoušel si práci kurýra a byl pouličním hudebníkem.
Svůj první klip natočil jako dítě v roce 2010 se svými přáteli s názvem Выше облаков (Vyšší než mraky).
Ališer studoval Pedagogickou fakultu, ale byl z ní vyloučen za aféru se studentkou, které navrhoval sex na záchodě a tento návrh zaznamenal na video. Vedením fakulty byl považován za zrůdu a jeho práci nazývali sračkou. Po odchodu s Pedagogické fakulty nějaký čas studoval Státní leteckou technickou univerzitu v Ufě s titulem v informatice, ale brzy byl vyloučen. Byl vůdcem rockové skupiny pod názvem ММД Crew kde psal písně pod přezdívkou Mamavirgin. V roce 2016 spolupracoval s rapovým umělcem Face (Tvář), kde dělal postprodukci pro jeho videa ke skladbám.

### 2017–2018: Raná kariéra a debutové album
Poprvé se proslavil na díky parodickým videím na YouTube v projektu #EasyRep (Snadný Rap). V tomto období si Ališer nechal vytetovat na čelo znamení 666 a zdůvodnil to tím, že si chtěl navždy odříznout cestu od práce v kanceláři.
17. února vydal své debutové minialbum Hate Me (Nesnášet mě) a také videoklipy ke skladbám Дикий (Divoký) a Insomnia (Nespavost). 2. září 2018 vydal skladbu Вот так (Nebo tak) a zároveň byl k ní uveden také videoklip. Tato skladba se po dvou dnech zařadila mezi 8 nejoblíbenějších skladeb sociální sítě Vkontakte.
4. října 2018 umělec odstranil ze svého kanálu vše svá videa, aby o několik dní později 12. října vydal album pod názvem До того как стал известен (Než jsem se stal slavným). Album se skládá ze skladeb, které umělec vydal ještě před tí než se stal známou celebritou. Na sociální síti VKontakte mělo album obrovský úspěch a první den zaznamenalo, až 50 000 nasdílení denně a překonalo dosavadní rekord umělce Lizera.

### Rok 2019 album Улыбнись, дурак! (Usměj se hlupáku!) a růst popularity
Album Улыбнись, дурак! (Usměj se hlupáku!) vyšlo 1. ledna 2019. Největší úspěch měla píseň Зеленоглазые деффки! (Zelenoocí čůráci!) nazpívanou společně s umělcem LSP se dostala do první desítky žebříčku VKontakte.
15. listopadu 2019 vydal s Klavou Koka společnou píseň Мне пох (Je mi to jedno), později 3. prosince vyšel i videoklip k této písni.

### 2020: AlbumLegndarnaja pyl
17. ledna 2020 vyšlo album pod názvem Legndarnaja pyl (Легендарная пыль). Na sociální síti VKontakte za první dva dny bylo zaznamenáno více než 21 miliónu přehrání.
31. ledna 2020 ve večerním zábavném pořadu Вечерний Ургант (Večerní Urgant) dokázali společně s umělcem Slavem Marlovem a vlastním moderátorem pořadu Ivanem Urgantem natočit skladbu během pár minut pod názvem Я не воняю (Nesmrdím).
8. března 2020 umělec představil videoklip s názvem Пососи (vykuř). Hudební video shromáždilo nejvíce záporných označení nelíbí se mi v historii YouTube v Rusku.
25. června ruská verze časopisu Forbes sestavila žebříček nejúspěšnějších ruských hvězd do 40 let za rok 2020, ve kterém se Morgenštern umístil na 21. místě a příjmem za rok okolo 1,5 miliónu dolarů.
8. září na dvanáctém ročníku při udílení cen Topical Style Awards 2020 (Ceny za aktuální styl) časopisu Moda Topical (Aktuální móda) získal cenu Žena roku. A jak se sám umělec vyjádřil na svém instagramovém účtu: Posledních pár měsíců jsem seděl přemýšlel, co dál? Již teď jsem nejsledovanější, nejposlouchanějí a nejkomentovanější umělec roku 2020 a toto ocenění je pro mě svěžím závanem.

### 2021: AlbumMillion Dollar: Business
15. března 2021 vyšlo najevo, že umělec byl na společností Alfa-bank najat do funkce ředitele práci s mládeží. Avšak poté, co bylo zahájeno správního řízení za propagaci drog, banka oznámila informaci o tom, že to byl jen reklamní trik.
21. května 2021 vyšlo album Milion Dollar Happines: (MILIÓN DOLARŮ: Štestí) a o týden později bylo vydáno album MILLION DOLLAR:BUSINESS (MILIÓN DOLARŮ: KŠEFT)
15. července služba sdílené hudby Spotify vyhlásila Morgenštejna, jako nejvíce hraným umělcem z Ruska za rok existence služby v Ruské federaci.
Dne 19. listopadu 2021 začal výbor Ruské federace prověřovat okolnosti propagandy drog, které se měli objevit v písni Pablo.
23. listopadu předseda vyšetřovacího výboru Ruské federace prohlásil, že Morgenštern ve své podstatě prodává drogy na sociálních sítích. Brzy po tomto vyjádření, Morgenštern opouští Ruskou federaci a přestěhuje se do Dubaje. Všechny jeho koncerty, které byly již naplánované v Rusku byly zrušeny.

### 2022: AlbumLast One
V červnu 2022 oznámil svoje poslední album, které vydává v ruské jazykové mutaci.

### Zákaz vstupu na území Ukrajiny a žaloba na SBU
Ministerstvo kultury a informační politiky Ukrajiny nařízením ze dne 28. dubna č.297, zařadilo umělce do seznamu osob představující hrozbu pro národní bezpečnost Ukrajiny. Podle SBU umělec propaguje při svých vystoupeních kult násilí a krutosti, distribuci omamných látek, které vytváří předpoklady pro konfliktní situace k organizátorům a účastníkům koncertu. Morgenštern podal proti tomuto nařízení u obvodního správního soudu v Kyjevě žalobu. Soud uvedený nárok zamítl a stanovil lhůtu k odstranění nedostatků.

### Prohlášen za zahraničního agenta v Rusku
6. května 2022 byl umělec zařazen do seznamu osob, které dostaly nálepku Zahraniční agent. Advokát umělce uvedl, že umělec s tímto zařazením nesouhlasí a bude se proti němu odvolávat.

## Diskografie

### Studiová alba
| Název                                                 | Detaily o albu                                                     | Certifikace               |
| ----------------------------------------------------- | ------------------------------------------------------------------ | ------------------------- |
| Do togo kak stal izvěstěn (До того как стал известен) | - Vydáno: 12. října 2018 - Vydavatelství: Yoola                    |                           |
| Ulybnis, durak! (Улыбнись, дурак!)                    | - Vydáno: 1. ledna 2019 - Vydavatelství: Yoola                     |                           |
| Legndarnaja pyl (Легендарная пыль)                    | - Vydáno: 17. ledna 2020 - Vydavatelství: Zhara Music              | - ZM: 23× platinová deska |
| Million Dollar: Happiness                             | - Vydáno: 21. května 2021 - Vydavatelství: Atlantic Records Russia |                           |
| Million Dollar: Business                              | - Vydáno: 28. května 2021 - Vydavatelství: Atlantic Records Russia |                           |
| Last One                                              | - Vydáno: 21. října 2022 - Vydavatelství: Atlantic Records Russia  |                           |

### Singly
| Rok  | Název                                                       | Fonetický přepis    | Překlad              |
| ---- | ----------------------------------------------------------- | ------------------- | -------------------- |
| 2018 | Копы на хвосте (společně s Timurka Bits)                    | Kopi na chvostě     | Policajti na chvostě |
| 2018 | Вот так                                                     | Vot tak             | Není co dodat        |
| 2018 | Отпускаю                                                    | Otpuskaju           | Odpouštím            |
| 2019 | Turn it on! (Při účasti Palc)                               | Te:n it on          | Zapnout              |
| 2019 | Guerra                                                      |                     |                      |
| 2019 | Mackafucka                                                  |                     |                      |
| 2019 | Новый мерин                                                 | Novyj merin         |                      |
| 2019 | Мне пох (společně s Klavou Koka)                            | Mně poch            | Je mi to jedno       |
| 2019 | Yung Hefner                                                 |                     |                      |
| 2020 | Малышка (společně s Шарлотом)                               | Malyška             |                      |
| 2020 | Cadillac (Společnečne s Элджеем)                            |                     |                      |
| 2020 | Ice                                                         |                     |                      |
| 2020 | Lollipop                                                    |                     |                      |
| 2020 | El Problema                                                 |                     |                      |
| 2020 | Watafuk?!                                                   |                     |                      |
| 2020 | Клип за 10 лямов                                            | Klip za 10 ljamov   |                      |
| 2020 | Cristal & Моёт                                              | Kristel & Mojot     |                      |
| 2021 | Дегенерат (Deluxe) (společně s Джараховым)                  | Děgeněrat           | Degenerovat          |
| 2021 | Розовое вино 2 (společně s Yung Trappa)                     | Rozoveje vino 2     | Růžové víno 2        |
| 2021 | Family (společně s Yung Trappa)                             | Faemili             | Rodina               |
| 2021 | Новая волна (společně s DJ Smash)                           | Novaja volna        | Nová vlna            |
| 2021 | Leck (společně s Imanbek и Fetty Wap při účasti KDDK)       |                     |                      |
| 2021 | Дуло                                                        | Dylo                |                      |
| 2021 | Show                                                        | Šou                 | Představení          |
| 2021 | Я не знаю (společně se Slavem Marlowem)                     | Ja ně znaju         | Nevím                |
| 2021 | Домой                                                       | Domoj               | Domů                 |
| 2022 | Почему?                                                     | Počemu?             | Proč                 |
| 2022 | 12                                                          |                     |                      |
| 2022 | Селяви                                                      | Seljavi             | To je život          |
| 2022 | Номер                                                       | Nomer               | Číslo                |
| 2022 | Известным (společně s The Limba)                            | Izvěstnym           | Slavný               |
| 2022 | Daleko (společně s Aarne)                                   |                     | Daleko               |
| 2022 | 5:00 AM (společně s ЛСП)                                    |                     |                      |
| 2022 | Сколько стоит любовь (совм. с The Limba, Niletto и Boombl4) | Skolko stoit ljubov | Kolik stojí láska    |
| 2022 | Притон (společně s VACÍO)                                   | Priton              | Skrýš                |
| 2022 | Bugatti (совм. с Arut)                                      |                     |                      |
| 2022 | Я убил Марка                                                | Ja ubil Marka       | Zabil jsem Marka     |
| 2022 | Double Cup ( společně s Kizary)                             | Dabl Kap            | Dvojitý šálek        |

### Videoklipy
| Rok  | Název                                                                      | Fonetický přepis          | Překlad                | Odkaz |
| ---- | -------------------------------------------------------------------------- | ------------------------- | ---------------------- | ----- |
| 2017 | Дисс на всех                                                               | Diss na vcech             |                        | odkaz |
| 2017 | Предвыборный клип — 20!8                                                   | Predvybornyj klip — 20!8  | Předvolební klip— 20!8 | odkaz |
| 2018 | Дисс на МС Хованского                                                      | Diss na MC Chovanskogo    |                        | odkaz |
| 2018 | Hermit                                                                     |                           |                        | odkaz |
| 2018 | Дикий / Insomnia                                                           | Dikij                     | Divoký                 | odkaz |
| 2018 | Fuck ’Em All                                                               |                           |                        | odkaz |
| 2018 | Копы на хвосте (společně Timurka Bits)                                     | Kopy na chvostě           | Policajti na chvostu   | odkaz |
| 2018 | Вот так                                                                    | Vot tak                   | Není co dodat          | odkaz |
| 2018 | Уфф… Деньги…                                                               | Uff..Děngi..              |                        | odkaz |
| 2019 | Turn it on! (při účasti Palc)                                              | Te:n it on                | Zapnout                | odkaz |
| 2019 | Буду твоей пальмой/Guerra                                                  | Budu tvojej palmoj/Guerra | Budu tvá palma         | odkaz |
| 2019 | Новый мерин                                                                | Novyj merin               |                        | odkaz |
| 2019 | Игровой компьютер (společně s Eqt_Albert)                                  | Igrovoj kompjuter         |                        | odkaz |
| 2019 | Мне пох (společně s Klavou Koka)                                           | Mně poch                  | Je mi to jedno         | odkaz |
| 2019 | Yung Hefner                                                                |                           |                        | odkaz |
| 2020 | Мне пох (Akustická Verze) (společně s Klavou Koka)                         | Mně poch                  |                        | odkaz |
| 2020 | Ратататата (splečně s Витей АК)                                            | Ratatatata                |                        | odkaz |
| 2020 | Малышка (společně se Шарлотом)                                             | Malyška                   |                        | odkaz |
| 2020 | Пососи                                                                     | Pososi                    | Vykuř                  | odkaz |
| 2020 | Cadillac                                                                   |                           |                        | odkaz |
| 2020 | Lollipop (společně s Элджеем)                                              |                           |                        | odkaz |
| 2020 | El Problema (společně s Тимати)                                            |                           |                        | odkaz |
| 2020 | Весёлая песня (společně s Егором Кридом)                                   | Besjolaja pěsnja          | Veselá píseň           | odkaz |
| 2020 | Клип за 10 лямов                                                           | Klip za 10 ljamov         |                        | odkaz |
| 2020 | Cristal & Моёт                                                             | Kristel & Mojot           |                        | odkaz |
| 2021 | Family                                                                     | Faemili                   | Rodina                 |       |
| 2021 | Новая волна (společně s DJ Smash)                                          | Novaja v volna            |                        | odkaz |
| 2021 | Дуло                                                                       | Dulo                      |                        | odkaz |
| 2021 | Cristal & Моёт (Remix) (společně s Soda Luv, blago white, OG Buda & Mayot) | Kristel & Mojot           |                        | odkaz |
| 2021 | Show                                                                       | Šou                       | Představení            | odkaz |
| 2021 | Pablo                                                                      |                           |                        | odkaz |
| 2021 | Olala                                                                      |                           |                        | odkaz |
| 2021 | Aristocrat                                                                 | Aeristekraet              | Artistokrat            | odkaz |
| 2021 | Nominalo                                                                   |                           |                        | odkaz |
| 2021 | Dinero                                                                     |                           |                        | odkaz |
| 2021 | Я когда-нибудь уйду                                                        | Ja kogda-nibuď ujdu       |                        | odkaz |
| 2021 | Домой                                                                      | Domoj                     |                        | odkaz |
| 2022 | Почему?                                                                    | Počemu?                   |                        | odkaz |
| 2022 | 12                                                                         |                           |                        | odkaz |
| 2022 | Номер                                                                      | Nomer                     | Číslo                  | odkaz |
| 2022 | Daleko (společně s Aarne)                                                  |                           |                        | odkaz |
| 2022 | Bugatti (společně s Arut)                                                  |                           |                        | odkaz |
| 2022 | Balance                                                                    |                           |                        | odkaz |
| 2022 | Ееее                                                                       |                           |                        | odkaz |
| 2022 | Sheikh                                                                     | Šeik                      | Šejk                   | odkaz |
| 2022 | Я убил Марка                                                               | Ja ubil Marka             |                        | odkaz |
| 2022 | Double Cup (společně s Kizaru)                                             | Dabl Kap                  | Dvojitý šálek          | odkaz |
| 2022 | Location (společně Элджеем)                                                | Lokeišen                  | Poloha                 | odkaz |

## Ocenění a nominace
| Rok  | Cena                       | Nominace                 | Kategorie             | Výsledek  | Zdroje        |
| ---- | -------------------------- | ------------------------ | --------------------- | --------- | ------------- |
| 2020 | Forbes «З0 до 30»          | Morgenštern              | Muzika                | vítězství | [ 32 ]        |
| 2020 | Topical Style Awards 2020  | Morgenštern              | Žena roku             | vítězství | [ 1 ]         |
| 2020 | Evropské ceny televize MTV | Morgenštern              | Nejlepší ruský umělec | nominace  | [ 33 ]        |
| 2020 | GQ Clověk roku 2020        | Morgenštern              | Hudba roku            | vítězství | [ 34 ] [ 35 ] |
| 2021 | Muz-TV                     | El Problema              | Nejlepší video        | vítězství | [ 36 ]        |
| 2021 | Muz-TV                     | Morgenštern              | Nejlepší umělec       | nominace  | [ 36 ]        |
| 2021 | Muz-TV                     | Cadillac                 | Nejlepší spolupráce   | nominace  | [ 36 ]        |
| 2021 | Muz-TV                     | Cadillac                 | Nejlepší píseň        | nominace  | [ 36 ]        |
| 2021 | VKontakte                  | Morgenštern              | Umělec roku           | vítězství | [ 37 ]        |
| 2021 | VKontakte                  | Million Dollar: Business | Album roku            | vítězství | [ 37 ]        |

### Žebříčky
| Rok  | Publikace | Hodnocení                                  | Místo | Zdroje |
| ---- | --------- | ------------------------------------------ | ----- | ------ |
| 2020 | Vkontakte | Тор-10 umělců                              | 1     | [ 38 ] |
| 2020 | Spotify   | Тор-5 interpretů                           | 2     | [ 39 ] |
| 2020 | Forbes    | 40 nejúspěšnějších ruských hvězd do 40 let | 21    | [ 40 ] |
| 2021 | Forbes    | 50 nejúspěšnějších ruských hvězd           | 2     | [ 41 ] |
| 2021 | Spotify   | Тор-5 interpretů Ruska                     | 1     | [ 42 ] |

## Dobročinost
V červnu 2021 hudebník daroval 10 miliónů rublů na lék Zolgensma pro dítě, které onemocnělo spinální svalovou atrofií a vyzval své kolegy a sledující aby také přispěli částkou na lék. Do 14. září 2021 byla vybrána konečná částka 168 miliónů rublů.